# Championnat du Costa Rica de football 1958
Navigation
Saison précédente Saison suivante
La Primera División 1958 est la trente-sixième édition de la première division costaricienne.
Lors de ce tournoi, le Deportivo Saprissa a tenté de conserver son titre de champion du Costa Rica face aux sept meilleurs clubs costariciens.
Chacun des huit clubs participant était confronté trois fois aux sept autres équipes.

## Les 8 clubs participants
| \| San José: Gimnástica Española CS La Libertad Deportivo Saprissa LD Alajuelense Carmen FC CS Cartagines I San José CS Herediano I San José I San José CS Uruguay \| Localisation des clubs engagés dans le championnat. |
| San José: Gimnástica Española CS La Libertad Deportivo Saprissa LD Alajuelense Carmen FC CS Cartagines I San José CS Herediano I San José I San José CS Uruguay                                                           |

| Club                | Stade                        | Capacité          | Ville         |
| LD Alajuelense      | Stade Alejandro Morera Soto  | 17 900            | Alajuela      |
| Carmen FC           | Stade Carlos Alvarado        | 3 000             | Santa Bárbara |
| CS Cartagines       | Stade José Rafael Meza       | 13 500            | Cartago       |
| Gimnástica Española | Stade inconnu                | Capacité inconnue | San José      |
| CS Herediano        | Stade Eladio Rosabal Cordero | 8 100             | Heredia       |
| CS La Libertad      | Stade national du Costa Rica | 25 500            | San José      |
| Deportivo Saprissa  | Stade national du Costa Rica | 25 500            | San José      |
| CS Uruguay          | Stade Municipal el Labrador  | 2 500             | Coronado      |

## Compétition
Les huit équipes s'affrontent à trois reprises selon un calendrier tiré aléatoirement. Le dernier du classement est relégué en Segunda División.
Le classement est établi sur l'ancien barème de points (victoire à 2 points, match nul à 1, défaite à 0).
Le départage final se fait selon les critères suivants :
- Le nombre de points.
- Une confrontation aller-retour supplémentaire.

### Classement
| Rang | Équipe                 | Pts | J  | G  | N | P  | Bp | Bc | Diff |
| ---- | ---------------------- | --- | -- | -- | - | -- | -- | -- | ---- |
| 1    | LD Alajuelense         | 34  | 21 | 15 | 4 | 2  | 44 | 19 | +25  |
| 2    | Deportivo Saprissa (T) | 33  | 21 | 15 | 3 | 3  | 56 | 16 | +40  |
| 3    | CS Herediano           | 23  | 21 | 10 | 3 | 8  | 39 | 31 | +8   |
| 4    | CS Cartagines          | 23  | 21 | 9  | 5 | 7  | 27 | 24 | +3   |
| 5    | Carmen FC (P)          | 17  | 21 | 7  | 3 | 11 | 34 | 36 | -2   |
| 6    | CS Uruguay             | 17  | 21 | 6  | 5 | 10 | 30 | 38 | -8   |
| 7    | Gimnástica Española    | 11  | 21 | 3  | 5 | 13 | 23 | 48 | -25  |
| 8    | CS La Libertad         | 10  | 21 | 3  | 4 | 14 | 24 | 65 | -41  |

| Légende : Qualifications et relégations | Légende : Qualifications et relégations             |
| --------------------------------------- | --------------------------------------------------- |
|                                         | Relégué en Segunda División                         |
|                                         | (T) : Tenant du titre (P) : Promu de la saison 1957 |

## Bilan du tournoi
| Tableau d'Honneur |                |
| Compétition       | Vainqueur      |
| Primera División  | LD Alajuelense |

| Promotions et relégations   |                |
| Relégué en Segunda División | CS La Libertad |
| Promu de Segunda División   | Orión FC       |

## Statistiques

### Meilleur buteur
- José Soto (LD Alajuelense) 21 buts